# Bò Shorthorn
Bò sừng ngắn có nguồn gốc từ Đông Bắc nước Anh vào cuối thế kỷ 18. Loài này được phát triển thành giống bò kiêm dụng, thích hợp cho cả sản xuất sữa bò và thịt bò; tuy nhiên, một số dòng máu nhất định trong giống bò luôn luôn mạnh nghiêng về một mục đích. Theo thời gian, những dòng này khác nhau, và vào nửa sau của thế kỷ 20, hai giống riêng biệt đã phát triển - Bò Shorthorn và Bò sữa Shorthorn.

## Lịch sử
Giống bò này được phát triển từ Teeswater và bò Durham được tìm thấy ban đầu ở Đông Bắc nước Anh. Vào cuối thế kỷ 18, anh em nhà Colling, Charles và Robert, đã bắt đầu cải thiện chất lượng giống bò Durham bằng cách sử dụng các kỹ thuật nhân giống chọn lọc mà Robert Bakewell đã sử dụng thành công trên giống bò Longhorn. Năm 1796, Charles Colling của Ketton Hall, nuôi dưỡng Bò Durham Ox nổi tiếng. Đỉnh cao của chương trình nhân giống này là sự ra đời của bò đực Comet, được lai tạo bởi Charles Colling, vào năm 1804. Con bò này sau đó được bán với giá 1.000 đồng ghi-nê vào năm 1810 tại cửa hàng Brafferton, cũng là con bò đầu tiên đáng giá 1.000 đồng ghi-nê được ghi nhận. Con bò này có thể có dính dáng đền bò được nhập khẩu vào Hoa Kỳ bởi Harry Dorsey Gough ở Baltimore, Maryland, trước năm 1808.
Đồng thời, Thomas Bates của Kirklevington và John Booth của Killesby phát triển bò Teeswater. Bò Bates sau đó đã được phát triển với mục đích cải thiện chất lượng sữa, trong khi bò Booth được phát triển về chất lượng thịt. Những con vật được đưa tới Scotland vào năm 1817 từ đàn Booth được sử dụng để sản xuất giống Bò Shorthorn.
Năm 1822, George Coates xuất bản tập đầu tiên của cuốn sách về bò Shorthorn; đây là cuốn sách đàn đầu tiên cho một giống bò trên thế giới.